# Idaea incalcarata
Idaea incalcarata är en fjärilsart som beskrevs av Pierre Chrétien 1913. Idaea incalcarata ingår i släktet Idaea och familjen mätare. Inga underarter finns listade i Catalogue of Life.